# Zongshen
Zongshen Industry Group Co. Ltd., также используется написание Zonsen Industrial Group Co. Ltd. («Цзуншэнь»; в переводе с китайского — «циклон») — китайская машиностроительная компания, расположенная в городе Чунцин. Основана в 1982 году, входит в топ-500 частных компаний страны. Самой известной дочерней компанией группы является Zonsen Motorcycle (полное название Chongqing Zonsen Automobile Industry Co. Ltd.) — один из крупнейших в КНР производителей бензиновых и электрических мотоциклов, трициклов, квадроциклов и комплектующих к ним.

## История
В ноябре 1982 года Цзо Цзуншэнь основал в Чунцине мастерскую по ремонту мотоциклов под названием Master Zuo, в ноябре 1992 года основал и возглавил компанию Chongqing Zonsen Motorcycle Technology Development, в марте 1995 года — компанию Chongqing Zonsen Motorcycle Industrial Manufacture, в ноябре 1998 года — компанию Chongqing Zonsen Motorcycle Science and Technology Group. В 1999 году в Чунцине открылся технологический центр, отвечающий за научные исследования группы.
В декабре 2003 года Цзо Цзуншэнь возглавил Zonsen Industrial Group Company Limited. В 2004 году было основано Zongshen Piaggio Foshan Motorcycle — совместного предприятия с итальянской компанией Piaggio, ведущим производителем мототехники. В рамках партнёрства в городе Фошань был построен завод по  производству скутеров и мотоциклов.
В 2011 году экспорт мототехники составил 270 тыс. единиц (40 % от общего объёма производства), из них 20 тыс. поступило в Европу. Также выросли объёмы экспорта электроскутеров (более 5 тыс.), в основном в Бразилию и страны Бенилюкса.
В 2016 году группа Zongshen создала в Чунцине центр промышленного дизайна и основала гоночную команду China Zonsen Cyclone Team. В 2018 году дочерний бренд Cyclone подписал соглашение о стратегическом сотрудничестве с китайским разработчиком двигателей Ricardo Power. В 2019 году компания ввела в эксплуатацию автозавод SOLO New Energy.

## Продукция
Основная продукция группы — мотоциклы (в том числе спортбайки и чопперы), мотороллеры, трициклы и электромобили; бензиновые и электрические двигатели для мототехники (мотоциклов, скутеров, квадроциклов, снегоходов, аквабайков), садовой техники (газонокосилок и мини-тракторов), сельскохозяйственной техники, автомобилей, лодок, яхт и беспилотных летательных аппаратов; бензиновые генераторы, промышленное оборудование (в том числе энергетическое и электротехническое), беспроводные зарядные устройства, водородные топливные элементы.
В области технологических разработок и исследований Zongshen Industry Group тесно сотрудничает с Чунцинским университетом, Тяньцзиньским университетом, компаниями Piaggio и Selva Marine (Италия), Mecachrome (Франция), Harley-Davidson и MTD Holdings (США). Крупными заказчиками мототехники Zongshen являются полиция и армия КНР.

## Структура

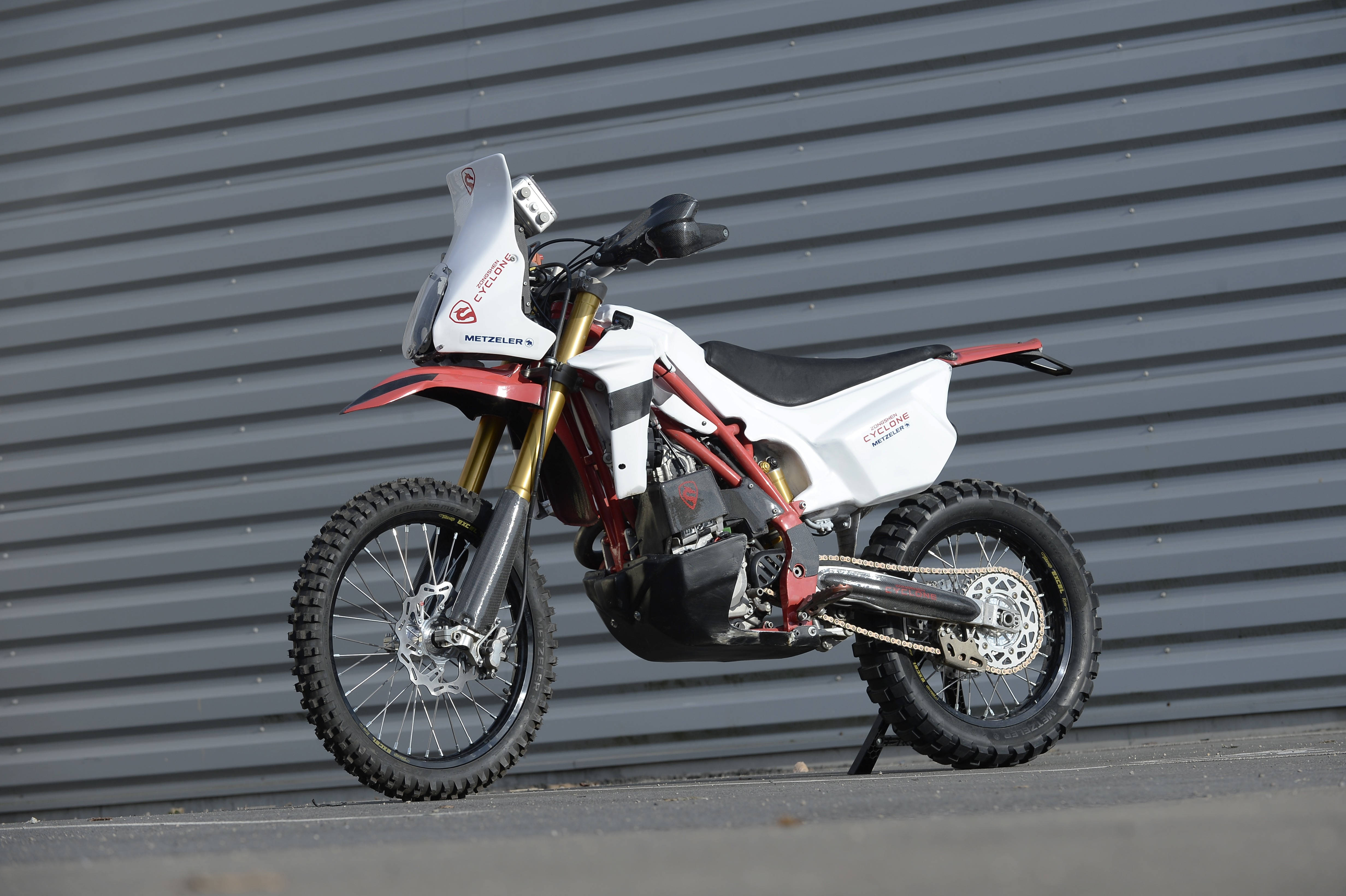
Мотоцикл Cyclone

- Дочерняя компания Chongqing Zonsen Automobile Industry Co. Ltd. или Zonsen Motorcycle (Чунцин) основана в 1995 году, она входит в пятёрку крупнейших китайских производителей мототехники и экспортирует свою продукцию в 80 стран мира. На заводах компании в Китае, Таиланде и Бразилии налажено серийное производство мотоциклов, электроскутеров, трициклов и квадроциклов под брендами Zonsen, Zonsen Piaggio, Zipstar, Cyclone и Cineco, а также комплектующих к авто- и мототехнике. Активы Zonsen Motorcycle превышают 1,2 млрд юаней, в компании работает более 3 тыс. сотрудников. Производственные мощности компании составляют 4 млн единиц мототехники в год и 7 млн единиц комплектующих в год; розничная сеть насчитывает более 3 тыс. салонов и сервисных центров во всех провинциях и крупных городах Китая[2][10]. В состав Zonsen Motorcycle входят:
  - Chongqing Zonsen Institute of Innovation Technology (Чунцин) основан в 1995 году; разрабатывает двигатели для мототехники, автомобилей и авиатехники.
  - Chongqing Zonsen Group Import and Export Corp. (Чунцин) основана в 1998 году; занимается внешней торговлей мотоциклами, запчастями и промышленным оборудованием.
  - Chongqing Zonsen Vehicle Co. Ltd. (Чунцин) основана в 2001 году; производит бензиновые и электрические трициклы.
  - Chongqing Zonsen Automobile Air Intake System Manufacturing Co. Ltd. (Чунцин) основана в 2002 году; производит электронные и пластиковые комплектующие для автомобилей и мототехники.
  - Jiangsu Zonsen Vehicle Industry Co. Ltd. (Сюйчжоу) основана в 2003 году; производит бензиновые и электрические трициклы и квадроциклы.
  - Zonsen Piaggio Foshan Motorcycle Co. Ltd. (Фошань) основана в 2004 году; совместное предприятие Zonsen Motorcycle и Piaggio; производит мотоциклы и скутеры под брендами Zonsen Piaggio и Zonsen Aprilia.
  - Xuzhou Zonsen Electric Vehicle Co. Ltd. (Сюйчжоу) основана в 2012 году; производит электрические трициклы.
  - Hebei Zonsen-Gomel Agricultural Machine Manufacture Co. Ltd. (Ханьдань) основана в 2015 году; совместное предприятие Zonsen Motorcycle и Гомсельмаш; производит сельскохозяйственную технику (комбайны и сеялки).
  - Chongqing Zonsen Motorcycle Sales Co. Ltd. (Чунцин) основана в 2018 году; занимается продажами в Китае мотоциклов, мопедов, электрических велосипедов, скутеров, трициклов и квадроциклов, а также запчастей, смазочных материалов и аксессуаров для байкеров[11].

- Дочерняя компания Chongqing Zonsen Power Machinery Co. Ltd. или Zonsen Power (Чунцин) основана в 1989 году, зарегистрирована на Шэньчжэньской фондовой бирже; она производит двигатели для мототехники и летательных аппаратов, комплектующие для автомобилей и мототехники, насосы, газонокосилки и культиваторы[12]. В состав Zonsen Power входят:
  - Chongqing Zonsen General Power Machine Co. Ltd. (Чунцин) основана в 2000 году; производит энергетическое оборудование (бензиновые двигатели различного назначения, генераторы, инверторы, водяные насосы и моющие аппараты высокого давления); годовая производственная мощность — 4 млн единиц.
  - Chongqing Zonsen Engine Manufacture Co. Ltd. (Чунцин) основана в 2003 году; производит двигатели для мотоциклов, трициклов и квадроциклов; годовая производственная мощность — 5 млн единиц.
  - Chongqing Dajiang Power Equipment Co. Ltd. (Чунцин) основана в 2004 году; производит комплектующие для бензиновых двигателей, садовое и промышленное оборудование.
  - Chongqing Meixin Yishen Machinery Co. Ltd. (Чунцин) основана в 2012 году; производит коленчатые валы для двигателей внутреннего сгорания, холодильных и воздушных компрессоров.
  - Chongqing Zong Shen Aero Engine Manufacturing Co. Ltd. (Чунцин) основана в 2016 году; производит авиационные двигатели и другие комплектующие (силовое оборудование для винтов).
  - Chongqing Zongshen-Selva Marine Co. Ltd. (Чунцин) является совместным предприятием Zonsen Power и Selva Marine; производит подвесные лодочные моторы.
  - Chongqing Duka Intelligent Terminal Technology Research Institute (Чунцин) основан в 2019 году; разрабатывает терминалы искусственного интеллекта, оборудование для новой энергетики и промышленных роботов[11][13][2].

- Дочерняя компания Chongqing Zonsen New Energy Development Co. Ltd. (Чунцин) основана в 2014 году и является совместным предприятием Zonsen Power; специализируется на развитии проектов в сфере новой («зелёной») энергетики и транспортных средств на чистых источниках энергии; в состав Zonsen New Energy входят:
  - Chongqing Zonsen Hydrogen Energy Power Technology Co. Ltd. (Чунцин) основана в 2016 году; производит водородные топливные элементы.
  - Chongqing Zonsen Electric Power Technology Co. Ltd. (Чунцин) основана в 2018 году; производит электродвигатели.
  - Chongqing Zonsen New Energy Integrated Power Co. Ltd. (Чунцин) основана в 2019 году; производит электрические мотоциклы, трициклы, автомобили, садовые инструменты и сельскохозяйственные машины[11].

- Дочерняя компания Zonsen Finance предоставляет различные финансовые услуги (онлайн-кредитование, факторинг, лизинг, управление активами), а также является инвестором в Chongqing Fumin Bank. Дочерние Zhong Yi Fund и Betrust Fund инвестируют в высокотехнологические сектора, в том числе в новые материалы[1].
  - Chongqing Liangjiang New Area Zonsen Small Loan Co. Ltd. (Чунцин) основана в 2013 году; является совместным предприятием Zonsen Power; занимается мелким кредитованием.
  - Chongqing Zongjin Investment Co. Ltd. (Чунцин) основана в 2013 году; предоставляет различные финансовые услуги.
  - Chongqing Betrust Investment Co. Ltd. (Чунцин) основана в 2014 году; управляет Beixin Fund.
  - Chongqing Sino-Israel Equity Management Co. Ltd. (Чунцин) основана в 2015 году; управляет Китайско-израильским сельскохозяйственным фондом.
  - Chongqing Zonsen Commercial Factoring Co. Ltd. (Чунцин) основана в 2015 году; является совместным предприятием Zonsen Power; занимается факторингом[14].

Также Zonsen Group имеет интересы в сфере информационных технологий (промышленный интернет вещей, большие данные, облачные услуги, электронная коммерция и онлайн-маркетинг).
- Chongqing Humi Network Technology Co. Ltd. (Чунцин) основана в 2017 году; занимается промышленным интернетом.
  - Chongqing Humi Intellectual Property Service Co. Ltd. (Чунцин) основана в 2018 году; занимается услугами в области интеллектуальной собственности.
  - Chongqing Alaipusi Technology Co. Ltd. (Чунцин) основана в 2019 году; разрабатывает программное обеспечение.
  - Chongqing Humi Industrial Design Co. Ltd. (Чунцин) основана в 2019 году; занимается промышленным дизайном.
  - Chongqing Yun Xi Industrial Internet Co. Ltd. (Чунцин) основана в 2019 году; занимается промышленным интернетом.
  - Beihai Humi Network Technology Co., Ltd. (Бэйхай) основана в 2019 году; занимается промышленным интернетом.
  - Chengdu Humi Network Technology Co. Ltd. (Чэнду) основана в 2020 году; занимается промышленным интернетом.
  - Guizhou Yunxu Network Technology Co. Ltd. (Гуйян) основана в 2020 году; занимается промышленным интернетом.
  - Qingdao Humi North Technology Co. Ltd. (Циндао) основана в 2020 году; занимается промышленным интернетом.
  - Jiangsu Humi Industrial Internet Co., Ltd. (Сучжоу) основана в 2020 году; занимается промышленным интернетом.
  - Chongqing Yuchiwanke Network Technology Co. Ltd. (Чунцин) основана в 2020 году; занимается промышленным интернетом, технологиями 5G и большими данными.
- Chongqing Cheyun Digital Technology Co. Ltd. (Чунцин) основана в 2017 году; занимается цифровым финансовым бизнесом.
  - Chongqing Zongdao Automobile Sales Service Co. Ltd. (Чунцин) основана в 2018 году; занимается цифровым бизнесом по продаже и аренде автомобилей и мотоциклов.
  - Jiangsu Cheyun Digital Technology Co. Ltd. (Чанчжоу) основана в 2020 году; занимается цифровым финансовым бизнесом.
- Chongqing Master Zuo Industrial Co. Ltd. (Чунцин) основана в 2017 году; занимается цифровым розничным бизнесом.
- Chongqing Digital Gravity Internet Technology Co. Ltd. (Чунцин) основана в 2017 году; занимается цифровым розничным бизнесом[15].

### Зарубежные активы
- Zonsen (Vietnam) Engine Manufacturing Co. Ltd. (Ханой) основана в 2004 году; входит в состав Zonsen Power; производит двигатели для мотоциклов и мопедов.
- Zonsen (Thailand) Machinery Manufacturing Co. Ltd. (Паттайя) основана в 2009 году; входит в состав Zonsen Motorcycle; производит бензиновые и электрические мотоциклы.
- Electrameccanica Vehicles Corp. (Ванкувер) основана в 2015 году; является совместным предприятием Zonsen (Canada) Environmental Technology Co. Ltd.; котируется на бирже NASDAQ; производит электромобили под брендами SOLO и TOFINO.
- Duka Technology Co. Ltd. (Хайзыонг) основана в 2018 году; входит в состав Zonsen Power; производит садовую технику и другое оборудование с бензиновыми двигателями.
- Chongqing Meixin Yishen Machinery Co. Ltd. (Монтеррей) входит в состав Zonsen Power; производит коленчатые валы для двигателей и компрессоров.

## Спорт

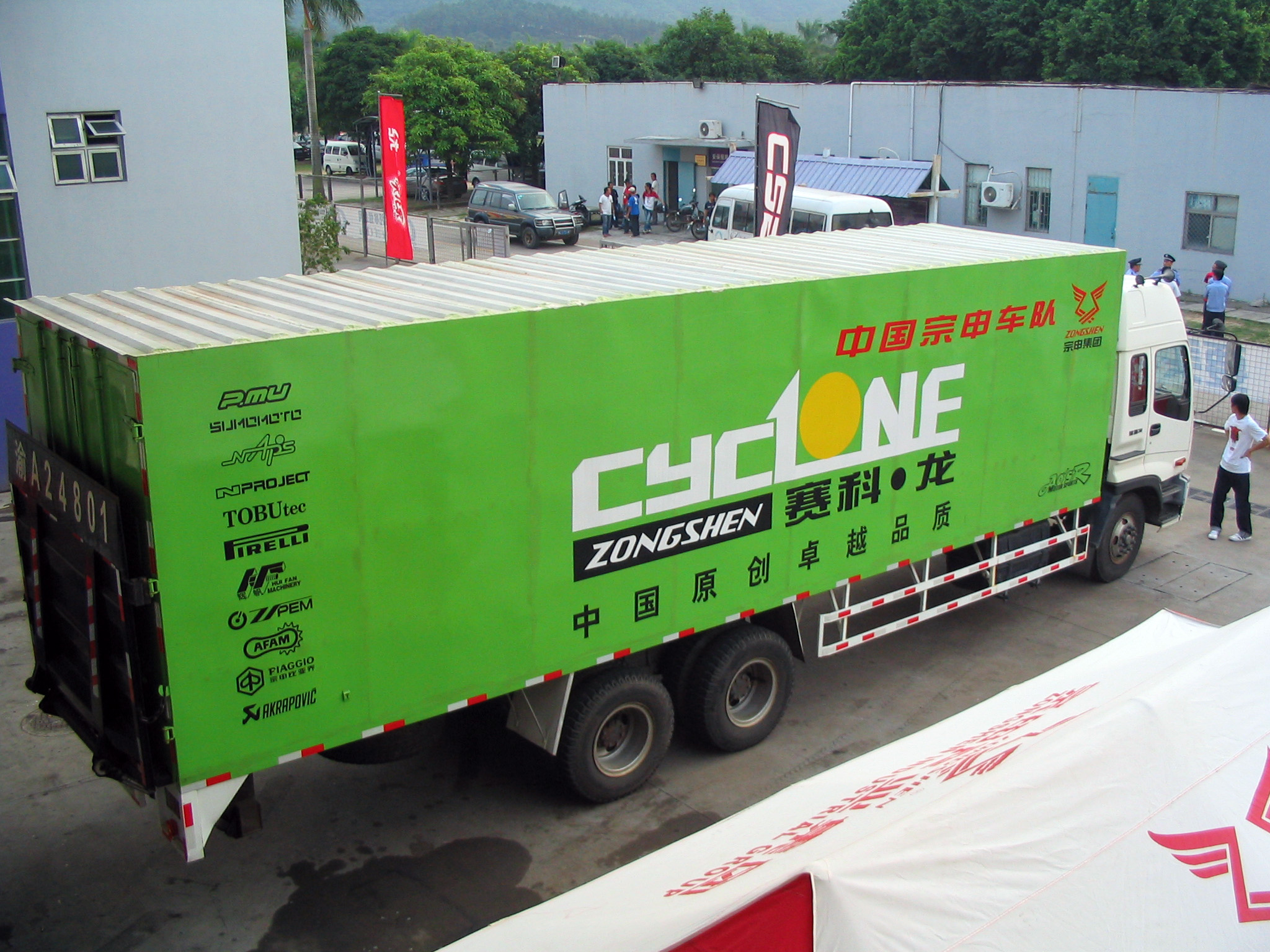
Грузовик гоночной команды Zongshen

Первая гоночная команда Zonsen была представлена в Пекине в мае 1999 года. В 2016 году была создана гоночная команда China Zonsen Team (сегодня известна как China Zonsen Cyclone Team), выступающая в Китайском чемпионате шоссейных гонок. В январе 2017 года команда Zonsen Cyclone приняла участие в ралли «Дакар», а в июне 2018 года — в ралли по пустыне Такла-Макан. Успехи гонщиков позволили китайским мотоциклам, несмотря на жёсткую конкуренцию, выйти на мировой рынок и потеснить общепризнанных лидеров.